# Kampen om Wesnoth
Kampen om Wesnoth (eng. Battle for Wesnoth) är ett turordningsbaserat strategispel i fantasymiljö och skrivet i C++. Spelet går kort och gott ut på att förinta fienden. En inte alltför oväsentlig del av spelet är att utveckla truppledaren och soldaterna till erfarna krigare. Det går att spela kampanjer i enspelarläget eller enskilda scenarier mot datorn eller andra mänskliga spelare. Gruppspel går att spela lokalt på en dator eller med/mot andra över internet. Spelet är översatt till flera språk inklusive svenska.
Utvecklarna, under ledning av David White, har försökt att skapa ett spel med regler som är väldigt enkla att lära sig, men med en stark artificiell intelligens, och som är utmanande samt underhållande. White baserade Wesnoth på spelen Master of Monsters och Warsong (även känt som Langrisser) till Sega Mega Drive.
Spelet är fri mjukvara och distribueras under GNU GPL-licensen. Det stödjer operativsystemen Windows, GNU/Linux, Mac OS, AmigaOS 4, BeOS, Solaris, FreeBSD och OpenBSD. 
Wesnoths senaste stabila version är 1.14.5 och släpptes 2018-09-18. Spelet finns tillgänglig för gratis nedladdning via Wesnoths officiella webbplats.

## Om spelet

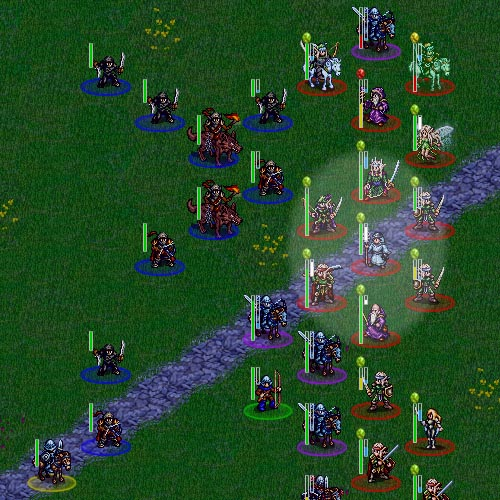
En pågående strid mellan olika trupper ute på fältet.

Kampen om Wesnoth utspelar sig i fantasymiljö där spelare kan bygga upp en armétrupp av olika sorters slagskämpar av raser som alver, dvärgar, orcher, troll och flera andra. Själva spelvärlden är uppbyggd av hexagoner. Varje hexagon är av en terrängtyp, till exempel gräs eller vatten. På varje hexagon kan det bara finnas högst en trupp i taget.
Byar:
En av terrängtyperna är by. Varje by kan vara neutral eller tillhöra en spelare. För att överta en by flyttar spelaren en av sina trupper till byn. I början av varje drag får spelaren guld för varje by man har. Om antalet byar understiger antalet trupper så måste spelaren betala underhåll för de överstigande trupperna i början av varje drag.
Byar kan också hela sårade enheter. I början av varje spelares drag återfår de trupper som befinner sig i en by åtta hälsopoäng.
Ur strategisk synvinkel är byar mycket viktiga för ett gott slutresultat.
Dag och natt:
Trupperna är uppdelade i tre kategorier:
- Redbara
- Neutrala
- Ljusskygga

Redbara trupper är 25 % bättre på dagen än neutrala trupper och 25 % sämre på natten. Ljusskygga trupper slåss 25 % bättre på natten och 25 % sämre på dagen. Neutrala trupper påverkas inte av dag och natt.
Trupper:
Det finns totalt ett hundratal truppslag som är indelade i sex olika raser och olika nivåer, vanligen 2 eller 3:
- Rebeller (Rebels): Består mestadels av alvtrupper. De flesta av deras nivå 1-trupper kan både anfalla på nära och långt håll. Alver bryr sig inte om vilken tid på dygnet det är.
- Knalgas allians (Knalgan Alliance): Dessa utgörs av långsamma men kraftiga dvärgar med närstridsattacker. I allmänhet ökar dvärgarnas försvarsförmåga då de befinner sig på berg och kullar. Dvärgar är även mer skickliga än andra på att marschera genom grottor och de tar ingen hänsyn till tiden på dygnet.
- Lojalister (Loyalists): Dessa består av människoryttare, magiker och infanteri som vanligen slåss bättre på dagen.
- Nordbor (Northerners): Ett anhang av orcher, tomtar, troll och nāga. Deras fokus ligger på billig rekrytering, råstyrka och närstrid. De krigar bättre på natten. De flesta trupper kräver lite erfarenhetspoäng (EP) för att avancera i nivå. Trupperna blir oftast mer rörliga då de korsar kullar.
- Vandöda (Undead): De odöda tar skada av eld, beröring och hemliga attacker, men har god motståndskraft mot svärd. Några trupper kan dränera sina fiender på liv i ett försök att återställa sin egen hälsa och de flesta är immuna mot förgiftning. De flesta odöda trupper har, till skillnad från andra raser, inga personliga namn.
- Drakfolket (Drakes): En drakliknande ras. De flesta kan flyga och andas eld. Deras allierade Saurian är snabbare och föredrar att slåss nattetid och i träskmarker fastän de, liksom drakarna, också är sårbara mot kyla. Drakarna är den mest manövrerbara rasen.

Varje truppslag har sina egna styrkor och svagheter och kan ha ett antal olika vapen. Det exakta antalet trupper som raserna använder förändras beroende på tidsåldern eller kampanjen. De ovanstående baserar sig på standardepoken.
Spelaren har dessutom tillgång till åtskilliga nedladdningsbara raser skapade av fans. 
Nivåer:
När två trupper slåss får båda enheterna erfarenhetspoäng, lika många poäng som motståndarens nivå. Om den ena truppen dör, får den överlevande truppen 8 gånger motståndarens nivå. När en trupp har fått tillräckligt med erfarenhetspoäng avancerar truppen, om det finns en mer avancerad variant av truppen, en nivå. 
Förflyttning:
Varje drag har varje trupp ett antal steg till förfogande. Olika trupper har olika många steg. När en trupp går till en ruta kostar det ett antal steg. Antalet steg är beroende av vilken terrängtyp det är fråga om och vilken trupp det är. De trupper som inte förflyttats eller slagits alls under ett drag vilar och helas med två i början av nästa drag.
Försvar:

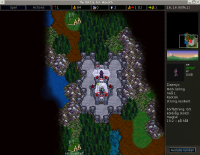
Ett fort.

Olika truppslag försvarar sig olika bra i olika sorters terräng. Till exempel har alverna bra skydd i skogen, medan dvärgarna försvarar sig bäst i bergen.
Truppledaren:
Truppledaren kan förutom att slåss rekrytera nya trupper och återkalla trupper från tidigare scenarier. För att rekrytera/återkalla måste truppledaren befinna sig på kärntornet (det högsta tornet) i en borg eller befästning. I kampanjerna behåller truppledaren sina erfarenhetspoäng från scenario till scenario. Däremot blir truppledaren helad mellan scenarierna. I gruppspel börjar truppledarna vanligen på en högre nivå.
Vapen:
Ett vapen specificeras enligt vilken kategori av skada det vållar, hur mycket skada det gör samt hur många attacker som kan utföras med vapnet under en strid.
- Kategori:

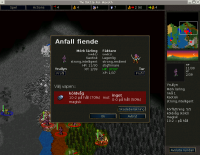
Spelaren måste hålla ihop sina trupper när den anfaller.

Det finns sex olika kategorier av vapen: huggande, stickande, krossande, eld, frost och heliga attacker. Alla truppslag har olika god motståndskraft mot varje vapenslag. Vissa trupper är till exempel motståndskraftigare mot eld medan andra klarar sig bättre undan krossande vapen. I motsats till många andra liknade spel fungerar magi som ett vanligt vapen. Enda skillnaden är att magiska vapen alltid har minst 70 % chans att träffa målet.
- Skada:Hur mycket skada vapnet gör. Hur mycket skada vapnet faktiskt gör i strid påverkas av om det är dag eller natt och fiendens motståndskraft mot vapnets kategori. En trupp som slåss bredvid en trupp med ledarskapsförmåga gör också mer skada än annars.

- Antal attacker:Antal gånger som truppen kan slå/skjuta etcetera med vapnet i ett anfall.

Anfall:
För att anfalla en annan trupp måste trupperna stå bredvid varandra.

## Kampanjer
Spelets stabila version innehåller diverse kampanjer som var och en har en svårighetsgrad med tre nivåer. Det går också att spela andra kampanjer skapade av Wesnoth-fans genom att inne i spelet ansluta till kampanj-servern.
Några exempel på kampanjer:
- Sagan om två bröder: En riddares bror blir bortrövad av en ond magiker efter att ha avvärjt en attack. Nu måste han rädda honom.
- Sydvakten (The South Guard): Deoran, en ung riddare, skickas iväg för att ta kommandot över en grupp känd som the South Guard.
- Tronarvingen (Heir to the Throne): I den här kampanjen allierar sig den unge arvingen Konrad med rebelliska alver för att ta över tronen från den ondskefulla drottningen Ascheviere och hennes lojalister. Det finns totalt ungefär 24 stycken scenarion.
- Invasionen i Öst (The Eastern Invasion): I denna kampanj försöker en officer ur Wesnoths armé, han kallas Gweddry, rädda kungadömet från en invasion av de odöda. Kampanjen är även känd som Lojalistkampanjen och tillhandahåller 17 scenarier.
- Wesnoths Uppgång (The Rise of Wesnoth): Denna kampanj handlar om hur Wesnoth grundas av prins Haldric, dess förste kung.
- Under de brännande solarna (Under the Burning Suns): Den här kampanjen utspelar sig i ett framtida Wesnoth där alver lever i öknen, under de två brinnande solarna, och en natt faller meteorer från skyn.

## Releaser
Spelet nådde fram till version 1.0 i oktober 2005. Wesnoths första utvecklarversion släpptes 2007-02-26. Wesnoths olika versioner har laddats ned över 3 miljoner gånger från dess webbplats. Spelet finns sedan mars 2009 tillgängligt på över 46 språk, dock är inte alla språken helt översatta.

## Musik
Wesnoths soundtrack består av klassisk orkestermusik. Ett smakprov:
|  |
|  |